# Municipio de Harrison (condado de Carroll)
El municipio de Harrison (en inglés: Harrison Township) es un municipio ubicado en el condado de Carroll en el estado estadounidense de Ohio. En el año 2010 tenía una población de 2478 habitantes y una densidad poblacional de 30,51 personas por km².

## Geografía
El municipio de Harrison se encuentra ubicado en las coordenadas 40°36′18″N 81°9′24″O / 40.60500, -81.15667. Según la Oficina del Censo de los Estados Unidos, el municipio tiene una superficie total de 81.23 km², de la cual 81,08 km² corresponden a tierra firme y (0,18 %) 0,15 km² es agua.

## Demografía
Según el censo de 2010, había 2478 personas residiendo en el municipio de Harrison. La densidad de población era de 30,51 hab./km². De los 2478 habitantes, el municipio de Harrison estaba compuesto por el 98,83 % blancos, el 0,28 % eran afroamericanos, el 0,08 % eran amerindios, el 0,08 % eran asiáticos, el 0,08 % eran de otras razas y el 0,65 % eran de una mezcla de razas. Del total de la población el 0,69 % eran hispanos o latinos de cualquier raza.